# Tomasz Wójcik (grafik)
Tomasz Wójcik (ur. 6 czerwca 1963) – polski grafik, scenograf, reżyser teatralny.

## Życiorys

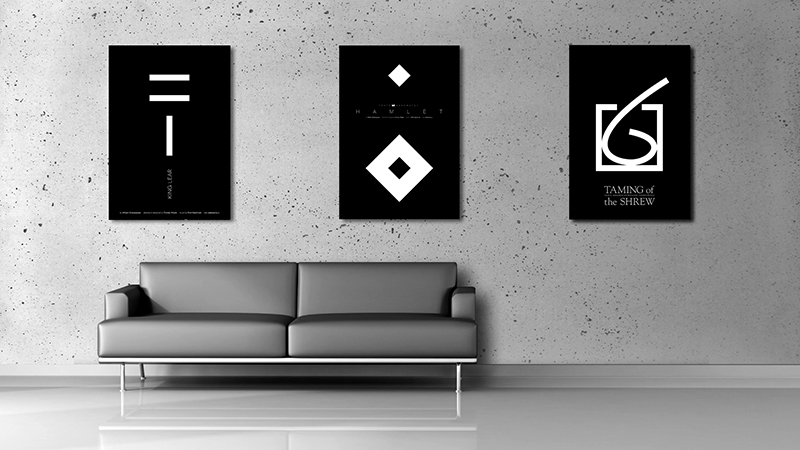
Plakaty do sztuk Szekspira (od lewej):
Król Lear, Hamlet i Poskromienie złośnicy

Jest synem operatora filmowego Jerzego Wójcika i aktorki Magdy Teresy Wójcik. Studiował fizykę na Politechnice Warszawskiej, kończąc studia doktoratem w roku 1996 (promotor prof. Jan Petykiewicz).
Tworzy plakaty do sztuk teatralnych, filmów, festiwali artystycznych oraz dotyczące tematów społecznych. Jego prace eksponowane były m.in. na Międzynarodowym Biennale Plakatu w Wilanowie (2008), Lahti Poster Biennale w Finlandii (1997, 2009), Biennal International del Carte en Mexico w Meksyku (1996), Trnava Poster Triennal na Słowacji (1997, 2000), Międzynarodowym Biennale Plakatu Teatralnego w Rzeszowie (1995, 1997, 1999), Contemporary Polish Poster Chicago w USA (1997). Plakat do filmu Skarga został uznany najlepszym plakatem na Human Rights Watch International Film Festival Strasbourg we Francji (1992).
Od 1986 r. projektuje scenografie i kostiumy teatralne. Jest autorem 45 takich projektów, zarówno do przedstawień dzieł klasycznych, takich jak Antygona według Sofoklesa, Bhagavad-Gita na podstawie Mahabharaty, Ryszard III według Williama Szekspira, jak i tekstów współczesnych, np.: Proces według Franza Kafki, Dżuma według Alberta Camusa, Cesarz według Ryszarda Kapuścińskiego.
W 1991 r. zadebiutował jako reżyser teatralny spektaklem Kraksa według Friedricha Dürrenmatta (Teatr Adekwatny, Warszawa). Wyreżyserował także autorski spektakl Odblask (Teatr Adekwatny, 1993) oraz Makbeta według Williama Szekspira (Teatr Na Woli, Warszawa, 1997).
Zasiada we władzach Stowarzyszenia Teatr Adekwatny i był dyrektorem artystycznym realizowanych przez nie przedsięwzięć – Festiwalu Sztuki Współczesnej 4 Żywioły, Tryptyku Wielkopostnego i Animagic.
Jest autorem projektów graficznych książek i czasopism, m.in. Labirynt Światła (2006) Jerzego Wójcika. Jest autorem wielu komercyjnych projektów plastycznych realizowanych w Polsce i za granicą. Jego plakaty i inne prace graficzne wyróżniają się wyrazistością dzięki ograniczeniu środków wyrazu do form geometrycznych, uzyskanych dzięki zastosowaniu wyłącznie edytora grafiki wektorowej.

## Wystawy
- 1992: Human Rights Watch International Film Festival, Strasbourg, Francja
- 1995: 5 Międzynarodowe Biennale Plakatu Teatralnego, Rzeszów
- 1996: 4th International Biennial of the Poster in Mexico City, Meksyk
- 1997: 8 Salon Plakatu Polskiego, Warszawa
- 1997: 12th Lahti Poster Biennial, Lahti Finlandia
- 1997: 6 Międzynarodowe Biennale Plakatu Teatralnego, Rzeszów
- 1997: Contemporary Polish Poster, Chicago, USA
- 1997: 3rd Trnava Poster Triennial, Trnava, Słowacja
- 1999: 7 Międzynarodowe Biennale Plakatu Teatralnego, Rzeszów
- 2000: 4th Trnava Poster Triennial, Trnava, Słowacja
- 2008: 21 Międzynarodowe Biennale Plakatu, Warszawa
- 2009: 17th Lahti Poster Biennial, Lahti, Finlandia
- 2012: 15 Salon Plakatu Polskiego, Warszawa
- 2013: 16 Salon Plakatu Polskiego, Warszawa
- 2014: Pathless Roads – Holocaust Memorial Event, Budapest

## Scenografie
- 1986: Proces według Franza Kafki, reżyseria Henryk Boukołowski, Teatr Adekwatny, Warszawa
- 1986: Rady dla aktorów według Bruce Bonafede, reżyseria Wojciech Feliksiak, Teatr Adekwatny, Warszawa
- 1987: Peer Gynt według Henrika Ibsena, reżyseria Henryk Czyż i Henryk Boukołowski, Teatr Adekwatny, Warszawa
- 1987: Mały Książę według Antoine de Saint – Exupéry’ego, reżyseria Magda Teresa Wójcik, Teatr Bagatela, Kraków
- 1987: Ród Anhellich według Juliusza Słowackiego, reżyseria Wojciech Feliksiak, Teatr Adekwatny, Warszawa
- 1988: Bhagavad – Gita na motywach Mahabharaty, reżyseria Magda Teresa Wójcik, Teatr Adekwatny, Warszawa
- 1990: Wigilia 1956 według Istvana Eörsiego, reżyseria Magda Teresa Wójcik i Henryk Boukołowski, Węgierski Ośrodek Kultury, Warszawa
- 1990: Bajki Robotów według Stanisław Lem, reżyseria Magda Teresa Wójcik, Teatr Adekwatny, Warszawa
- 1991: Kraksa (Die Panne) według Friedricha Dürrenmatta, reżyseria Tomasz Wójcik, Teatr Adekwatny, Warszawa
- 1991: Ciesz się swoją młodością, reżyseria Wojciech Feliksiak, Teatr Adekwatny, Warszawa
- 1992: Mały Książę według Antoine de Saint – Exupéry’ego, reżyseria Magda Teresa Wójcik, Teatr im. Wilama Horzycy, Toruń
- 1992: Antygona według Sofoklesa, reżyseria Henryk Boukołowski i Magda Teresa Wójcik, Teatr Adekwatny, Warszawa
- 1992: Mały Książę według Antoine de Saint – Exupèry’ego, reżyseria Magda Teresa Wójcik, Haarlems Toneel, Haarlem, Holandia
- 1993: Pinokio według Carlo Collodiego, reżyseria Magda Teresa Wójcik, Teatr Adekwatny, Warszawa
- 1993: Mały Książę według Antoine de Saint – Exupèry’ego, reżyseria Magda Teresa Wójcik, Teatr Współczesny, Szczecin
- 1993: Sindbad Żeglarz według Bolesława Leśmiana, reżyseria Joanna Cichoń, Teatr Adekwatny, Warszawa
- 1993: Obrona Warszawy – rzecz o Stefanie Starzyńskim, reżyseria Henryk Boukołowski, Teatr Adekwatny, Warszawa
- 1994: Proces według Franza Kafki, reżyseria Henryk Boukołowski, Teatr Adekwatny, Warszawa
- 1994: Niemcy według Leona Kruczkowskiego, reżyseria Magda Teresa Wójcik, Teatr Adekwatny, Warszawa
- 1994: Kordian według Juliusza Słowackiego, reżyseria Henryk Boukołowski, Teatr Adekwatny, Warszawa
- 1996: Cyd według Pierre Corneille, reżyseria Tomasz Konieczny, Teatr Na Woli, Warszawa, Polska
- 1996: Legendy Warszawskiej Starówki według Or-Ota, reżyseria Magda Teresa Wójcik i Henryk Boukołowski, Stare Miasto (spektakl plenerowy), Warszawa
- 1996: Gelsomino według Gianni Rodariego, reżyseria Henryk Boukołowski, Teatr Dramatyczny, Warszawa
- 1997: Pan Tadeusz według Adama Mickiewicza, reżyseria Magda Teresa Wójcik, Teatr Kameralny, Warszawa
- 1997: Ryszard III według Williama Shakespeare’a, reżyseria Henryk Boukołowski, Teatr Kameralny, Warszawa, Polska
- 1997: Mity Greckie według Roberta Gravesa, reżyseria Magda Teresa Wójcik i Tomasz Konieczny, Teatr Kameralny, Warszawa
- 1998: Bajki Mickiewicza według Adama Mickiewicza, reżyseria Henryk Boukołowski, Teatr Dramatyczny, Warszawa
- 1998: Rozmowy z katem według Kazimierza Moczarskiego, reżyseria Magda Teresa Wójcik, Teatr Kameralny, Warszawa
- 1998: Noce Narodowe według Roman Braendstettera, reżyseria Włodzimierz Szpak, Muzeum Jarosława Iwaszkiewicza, Podkowa Leśna
- 1999: Kordian według Juliusza Słowackiego, reżyseria Henryk Boukołowski, Teatr Kameralny, Warszawa
- 1999: Skąpiec według Moliere’a, reżyseria Magda Teresa Wójcik, Teatr Kameralny, Warszawa
- 2000: Dżuma według Alberta Camusa, reżyseria Magda Teresa Wójcik, Teatr Kameralny, Warszawa
- 2001: Fircyk w zalotach według Franciszka Zabłockiego, reżyseria Joanna Cichoń, Teatr Kameralny, Warszawa
- 2001: Treny według Jana Kochanowskiego, reżyseria Henryk Boukołowski, Teatr Dramatyczny, Warszawa
- 2001: Promethidion według Cypriana Kamila Norwida, reżyseria Henryk Boukołowski
- 2002: Cesarz według Ryszarda Kapuścińskiego, reżyseria Magda Teresa Wójcik, Teatr Dramatyczny, Warszawa, Polska
- 2002: Kopciuszek według Jana Brzechwy, reżyseria Magda Teresa Wójcik, Łazienki Królewskie – Teatr na Wodzie, Warszawa, Polska
- 2002: Odprawa posłów greckich według Jana Kochanowskiego, reżyseria Henryk Boukołowski, Teatr Dramatyczny, Warszawa
- 2003: Makbet według Williama Shakespeare’a, reżyseria Tomasz Wójcik, Teatr Na Woli, Warszawa
- 2003: Proces według Franza Kafki, reżyseria Henryk Boukołowski, Teatr Adekwatny, Warszawa
- 2004: Świecznik według Alfreda de Musseta, reżyseria Henryk Boukołowski, Muzeum Jarosława Iwaszkiewicza, Podkowa Leśna
- 2004: Improwizacje według Adama Mickiewicza, reżyseria Henryk Boukołowski, Teatr Na Woli, Warszawa
- 2005: In articulo mortis na podstawie dzieł Baczyńskiego, Gajcego, Wierzyńskiego, Trzebińskiego, reżyseria Magda Teresa Wójcik, Teatr na Woli, Warszawa
- 2006: Świetliste oczekiwanie według Jana Lechonia, reżyseria Magda Teresa Wójcik, Teatr Na Woli, Warszawa

## Projekty książek i płyt CD
- 2006: Labirynt światła, Jerzy Wójcik,
- 2011: Air, Jerzy Malek (CD)
- 2011: Komeda-Chopin-Komeda, Lena Ledoff (CD)
- 2014: Wyprawa bohatera w polskim filmie fabularnym w opracowaniu Seweryna Kuśmierczyka
- 2015: Antropologia postaci w dziele filmowym w opracowaniu Seweryna Kuśmierczyka
- 2016: Zrozumieć śmierć człowieka w opracowaniu Pawła Łukowa
- 2016: Faraon – poetyka filmu w opracowaniu Seweryna Kuśmierczyka

## Publikacje naukowe
- 1997: T. Wójcik, B. Rubinowicz, Influence of the cross-modulation effect on intensity of waves transmitted through a non-linear Fabry-Perot cavity, Opt. App. Vol. XXVII, No. 1
- 1997: T. Wójcik, B. Rubinowicz, Influence of the cross-modulation effect on the polarization states of waves transmitted through a non-linear Fabry-Perot cavity, Opt. Quant. Elect. 29 725–737
- 1998: B. Rubinowicz, T. Wójcik, Influence of the Kerr medium type on the wave’s reflection states at nonlinear interface for different angles of incidence, J. Opt. Soc. Am. A Vol.15 Iss.5 1436–1449
- 1998: T. Wójcik, B. Rubinowicz, Two-wave reflection at nonlinear interface, J. Opt. Soc. Am B Vol.15 Iss.7 1856–1864

## Plakaty teatralne

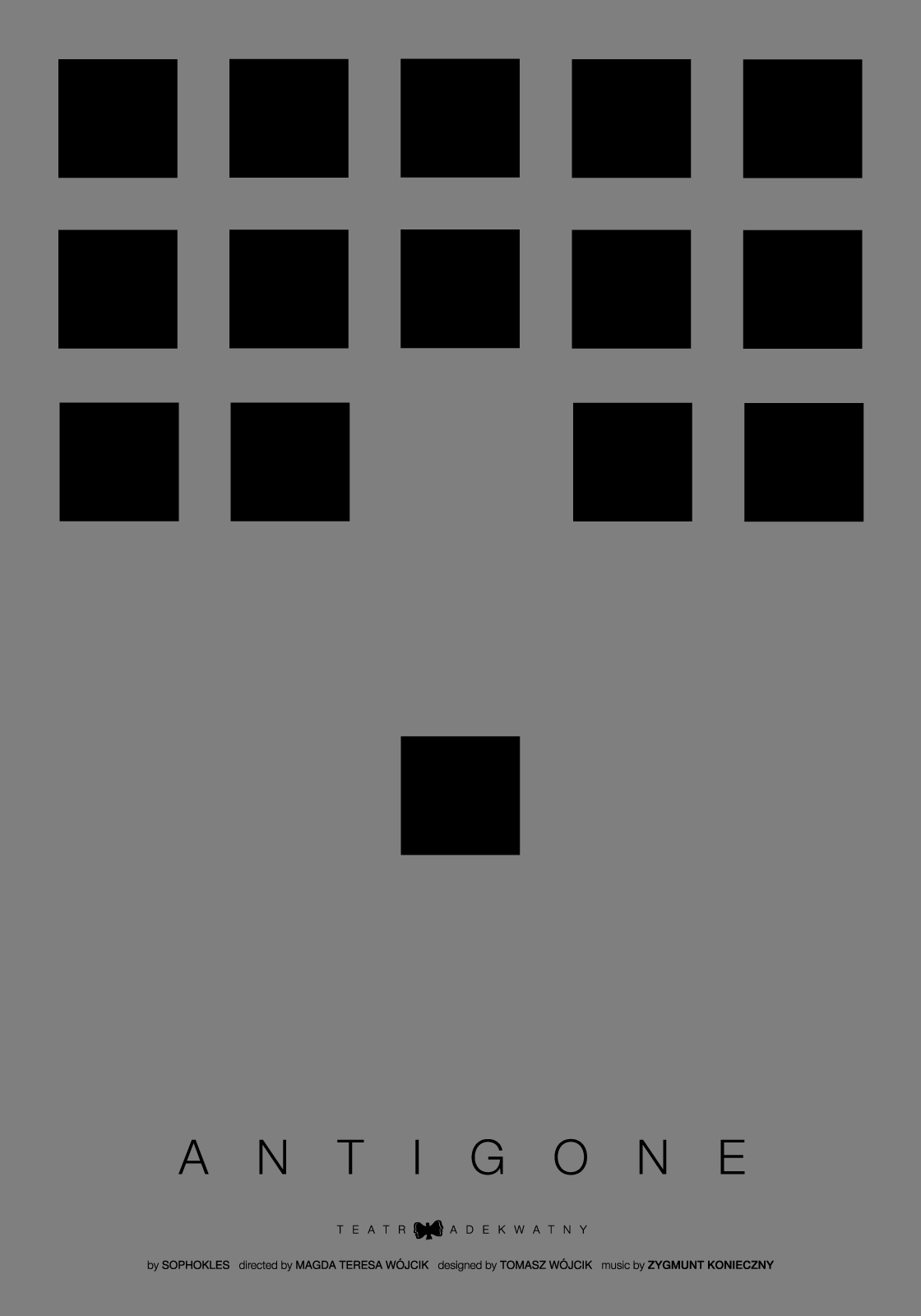
Antygona
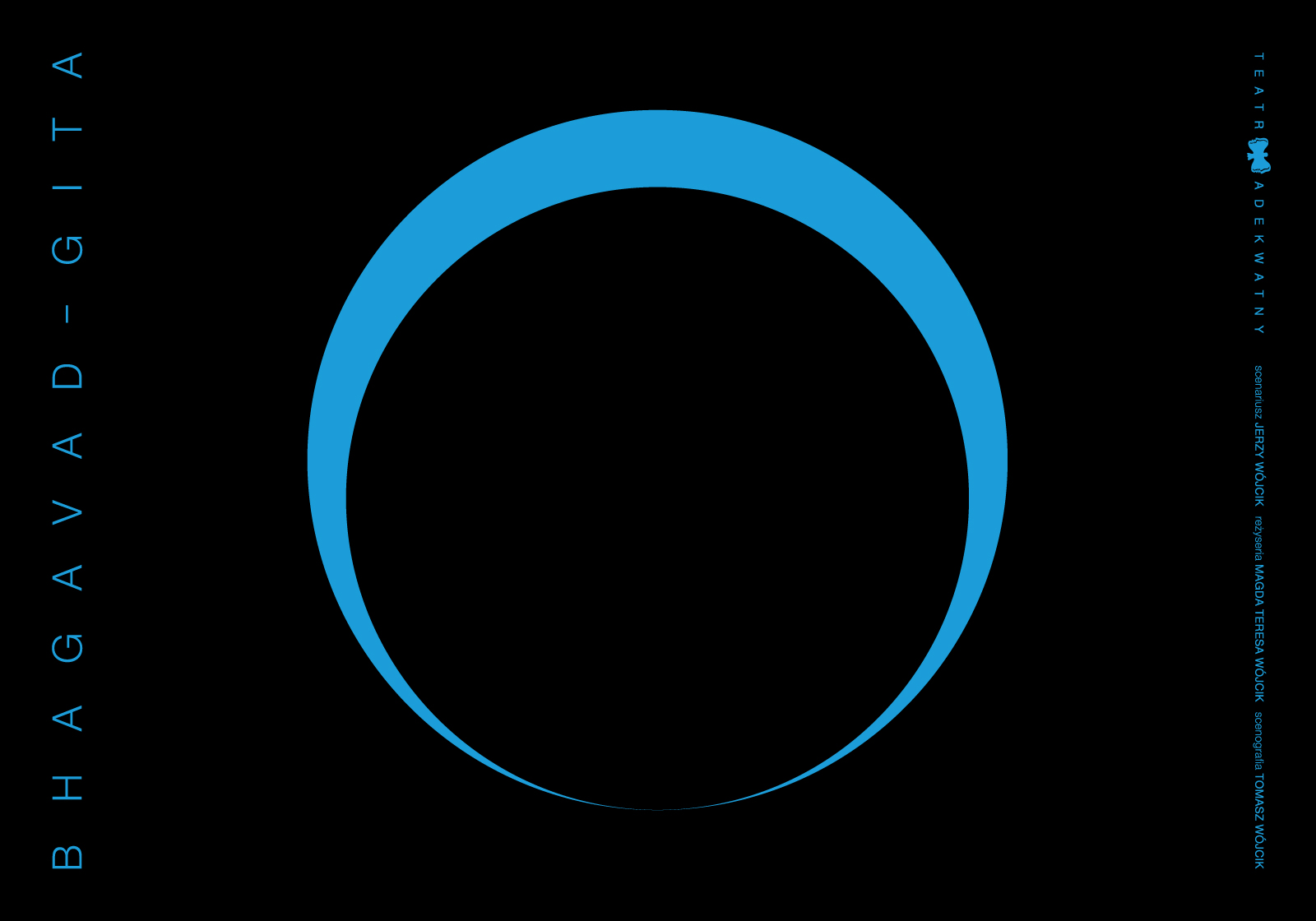
Bhagavad Gita
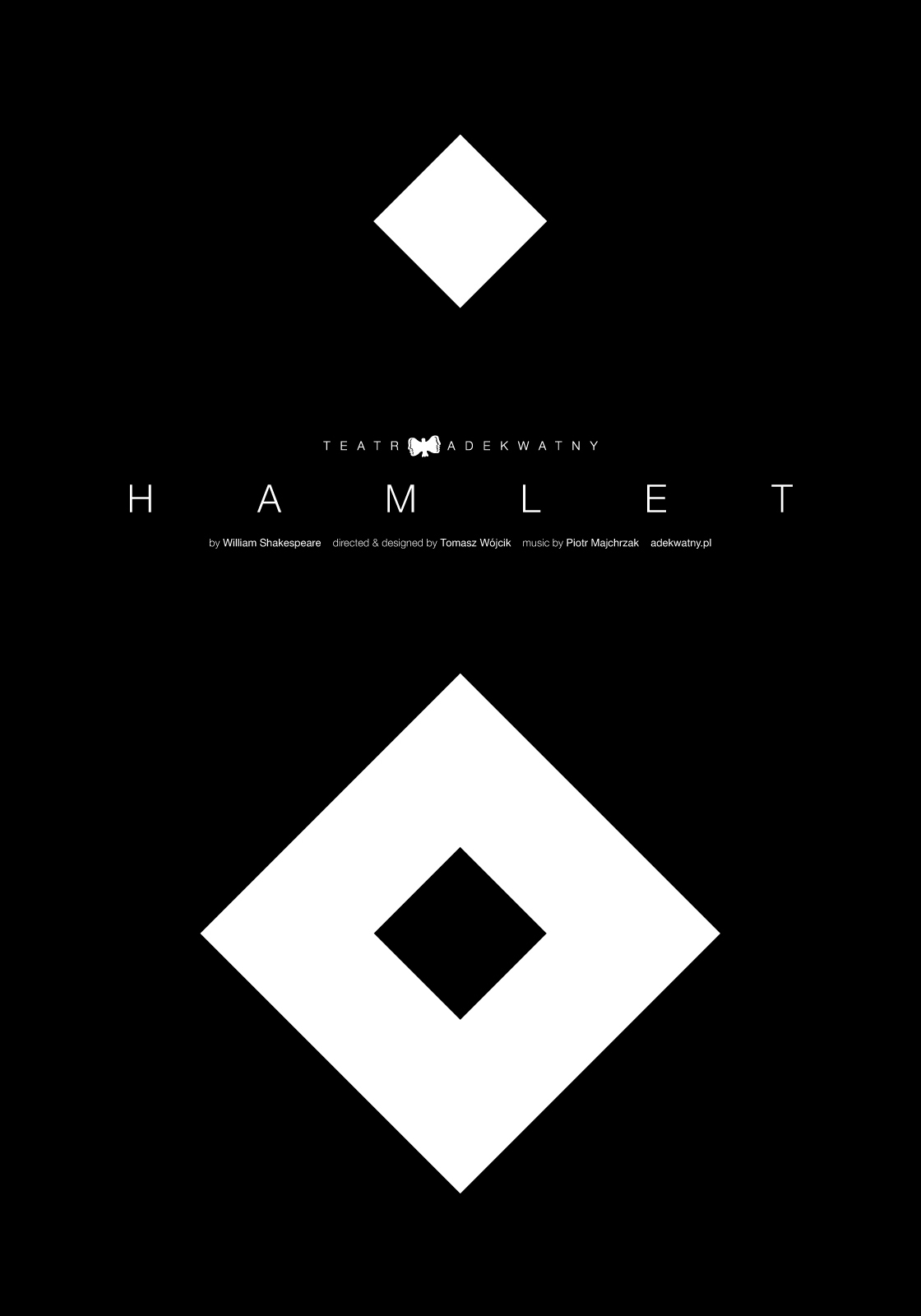
Hamlet
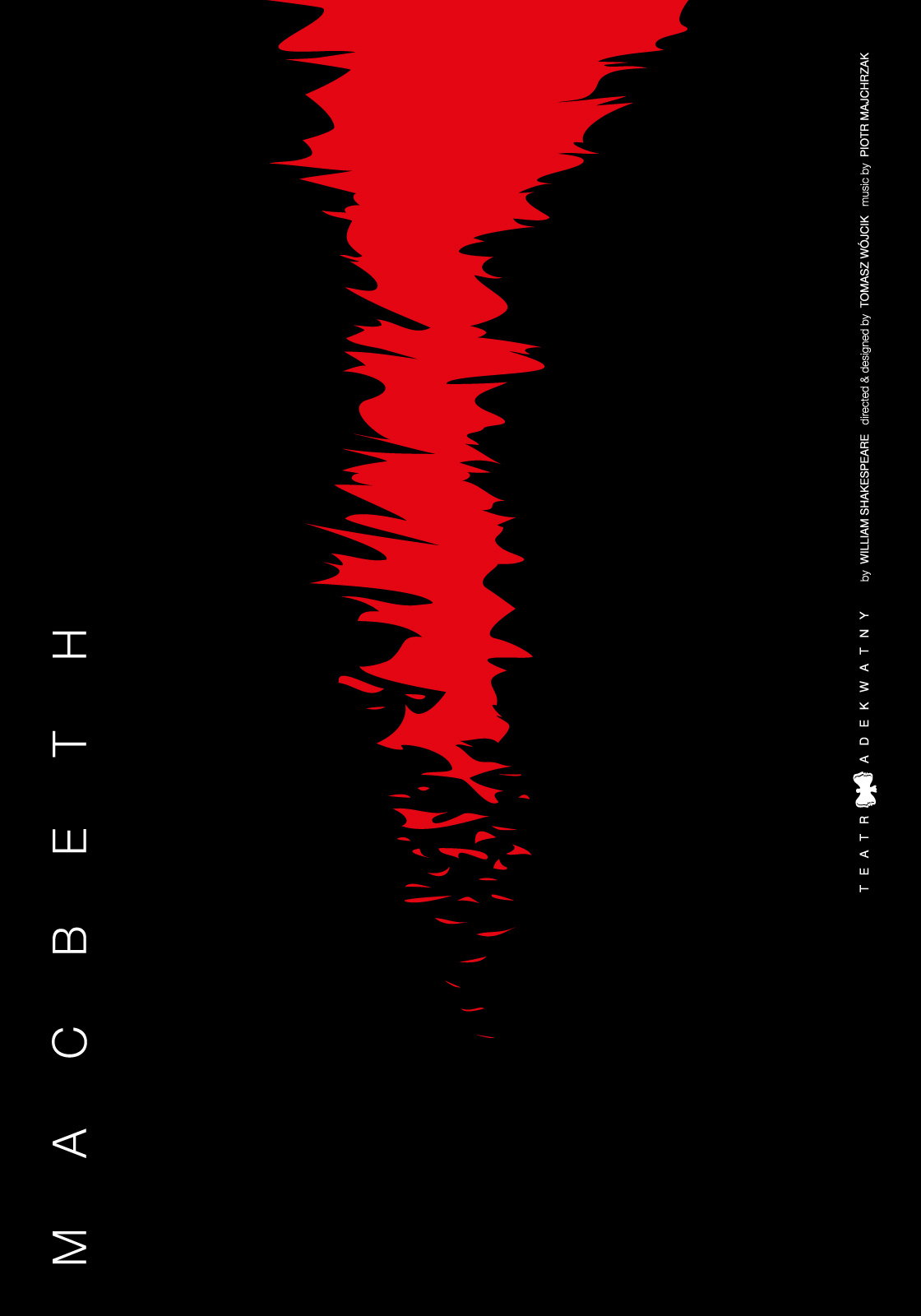
Makbet

## Plakaty filmowe

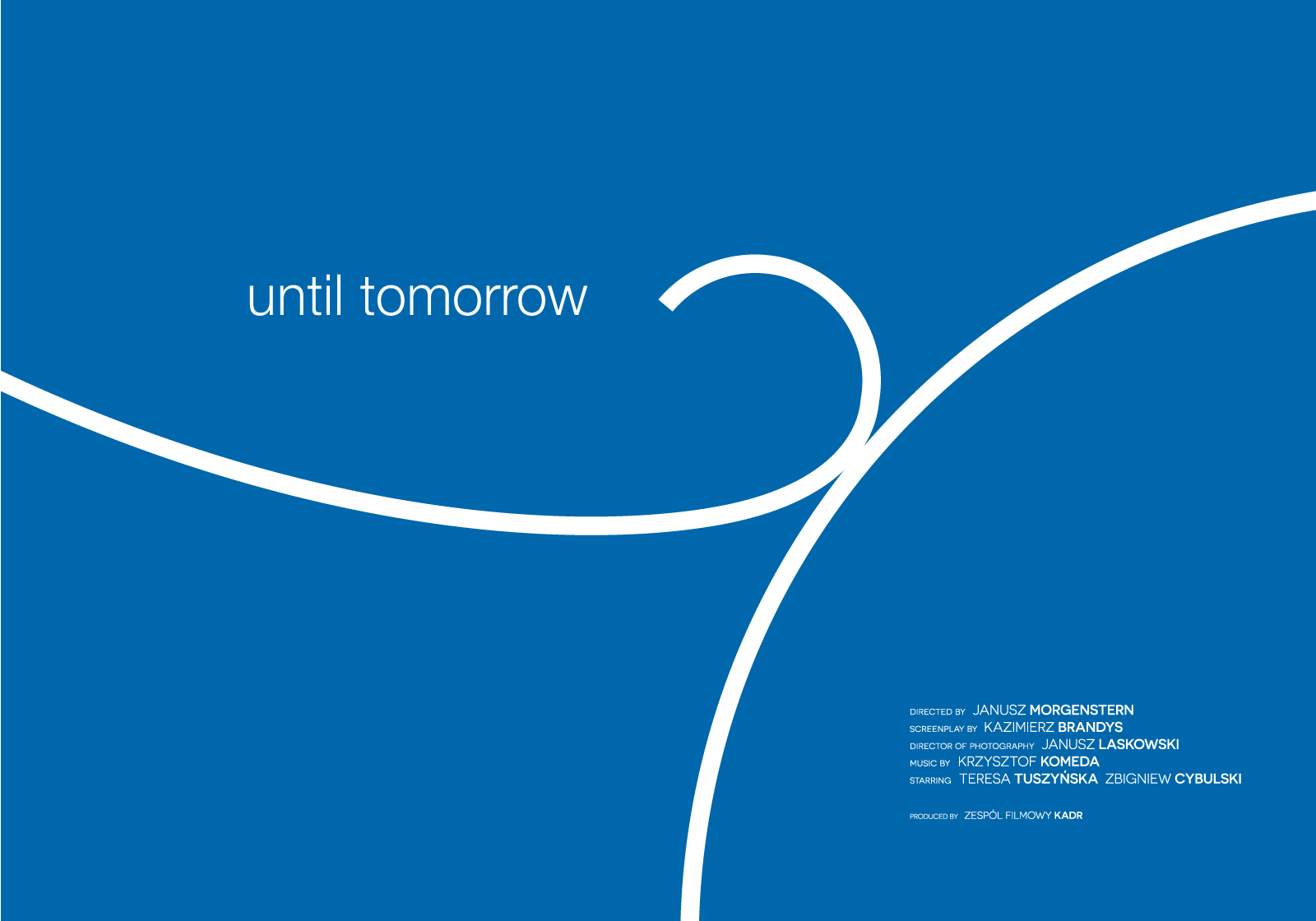
Do widzenia, do jutra
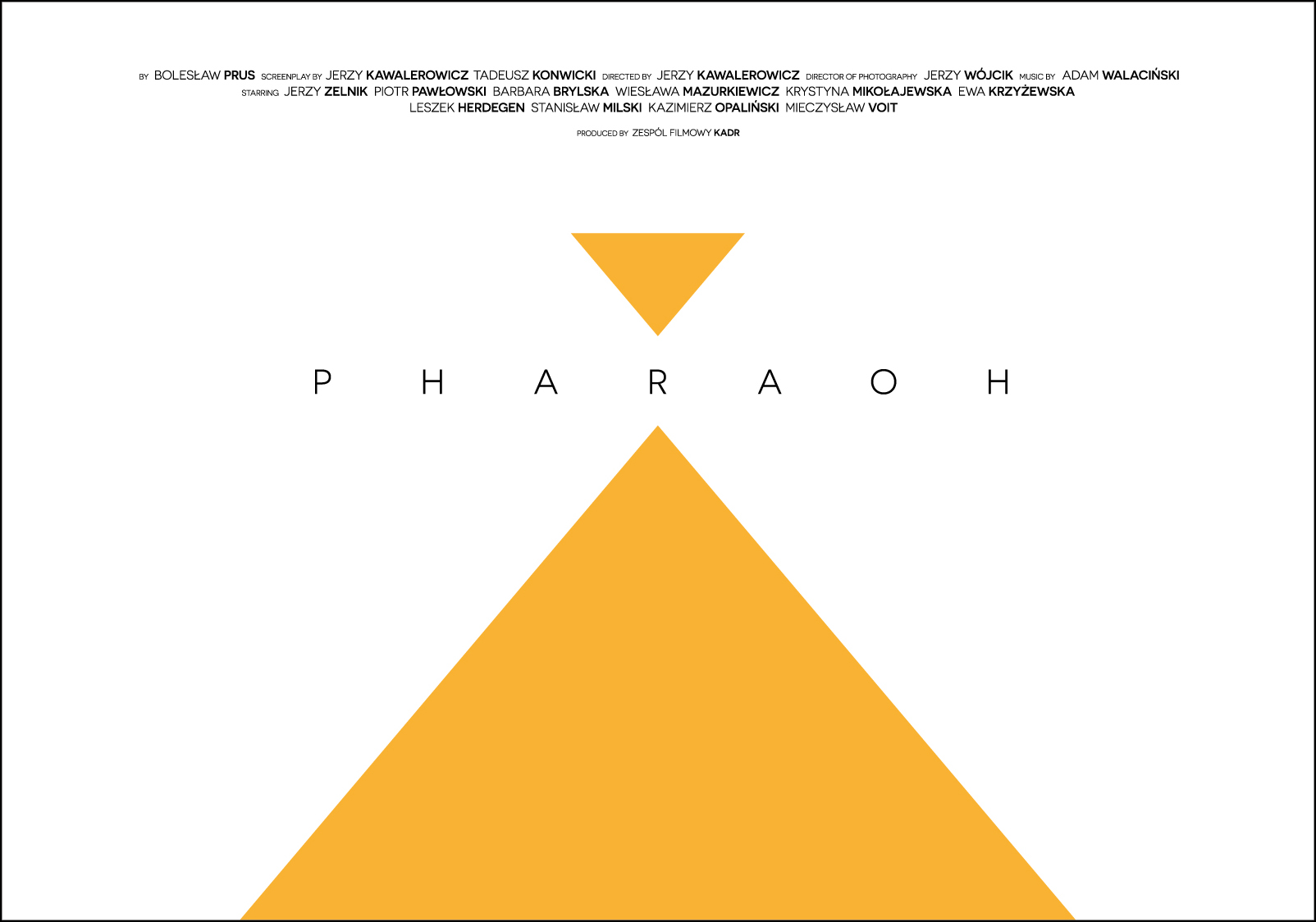
Faraon
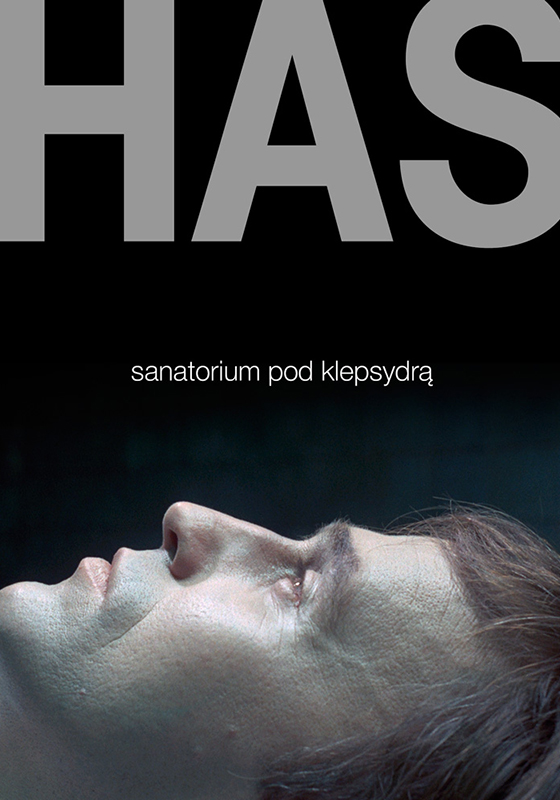
Has
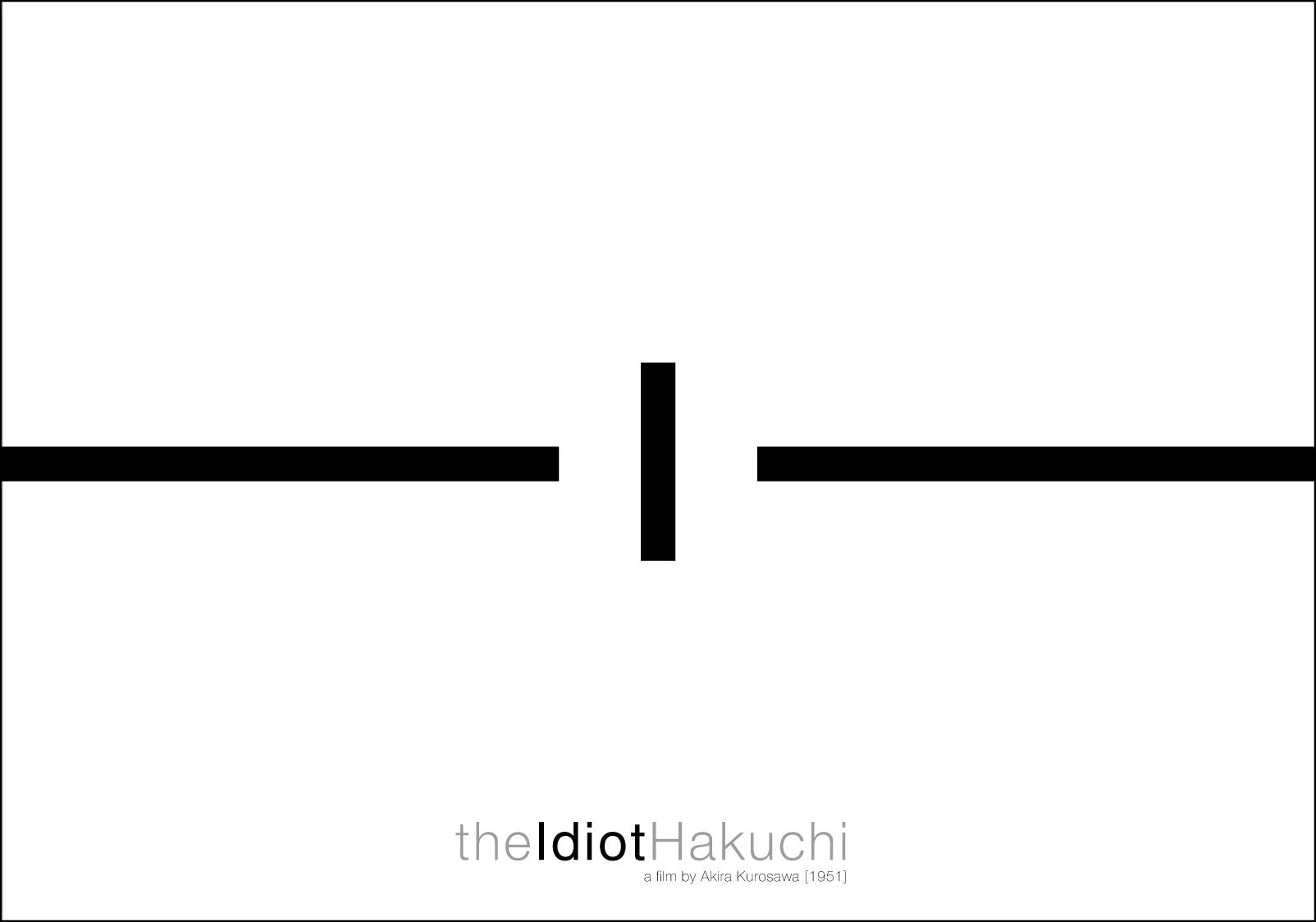
Idiota
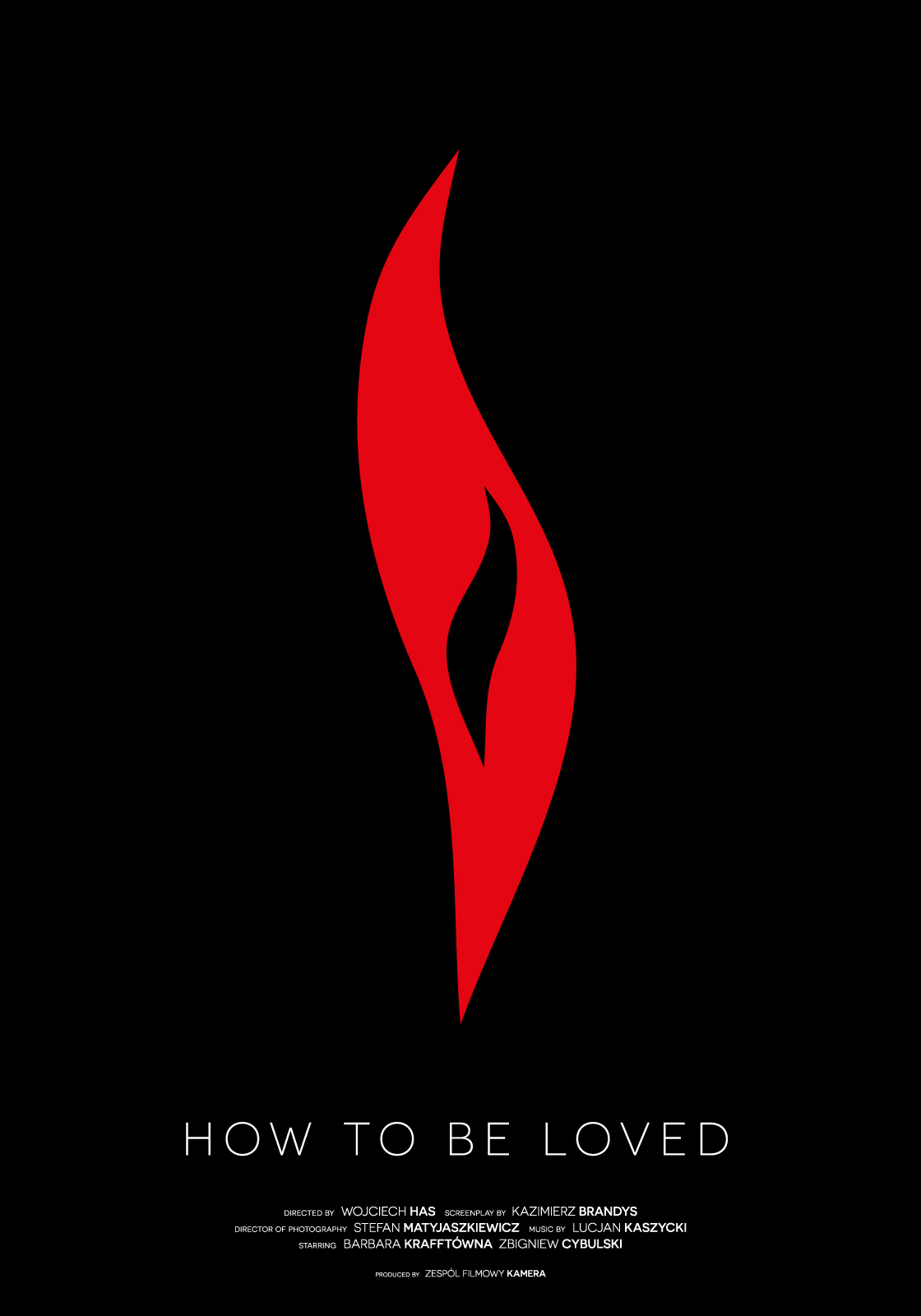
Jak być kochaną
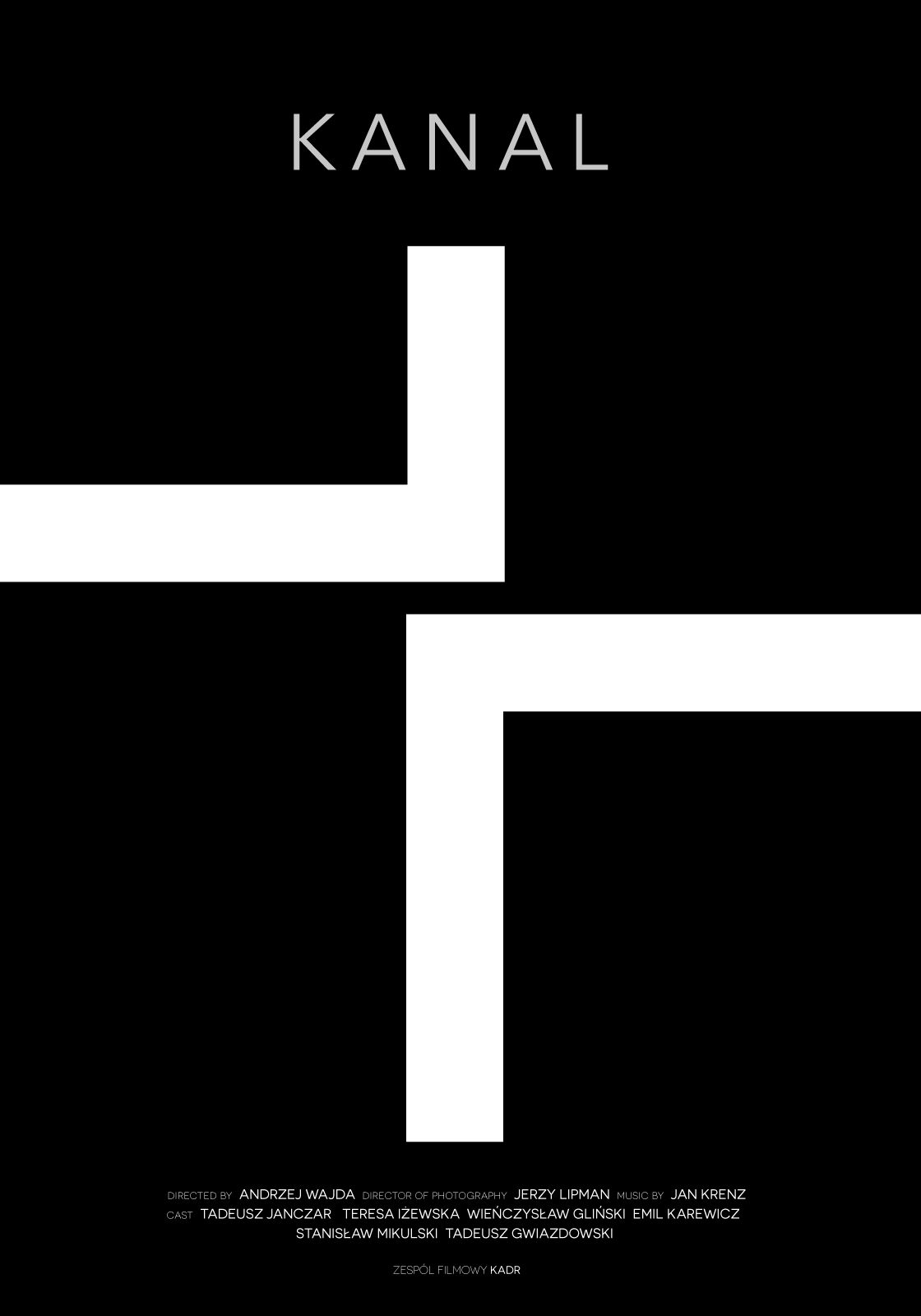
Kanał
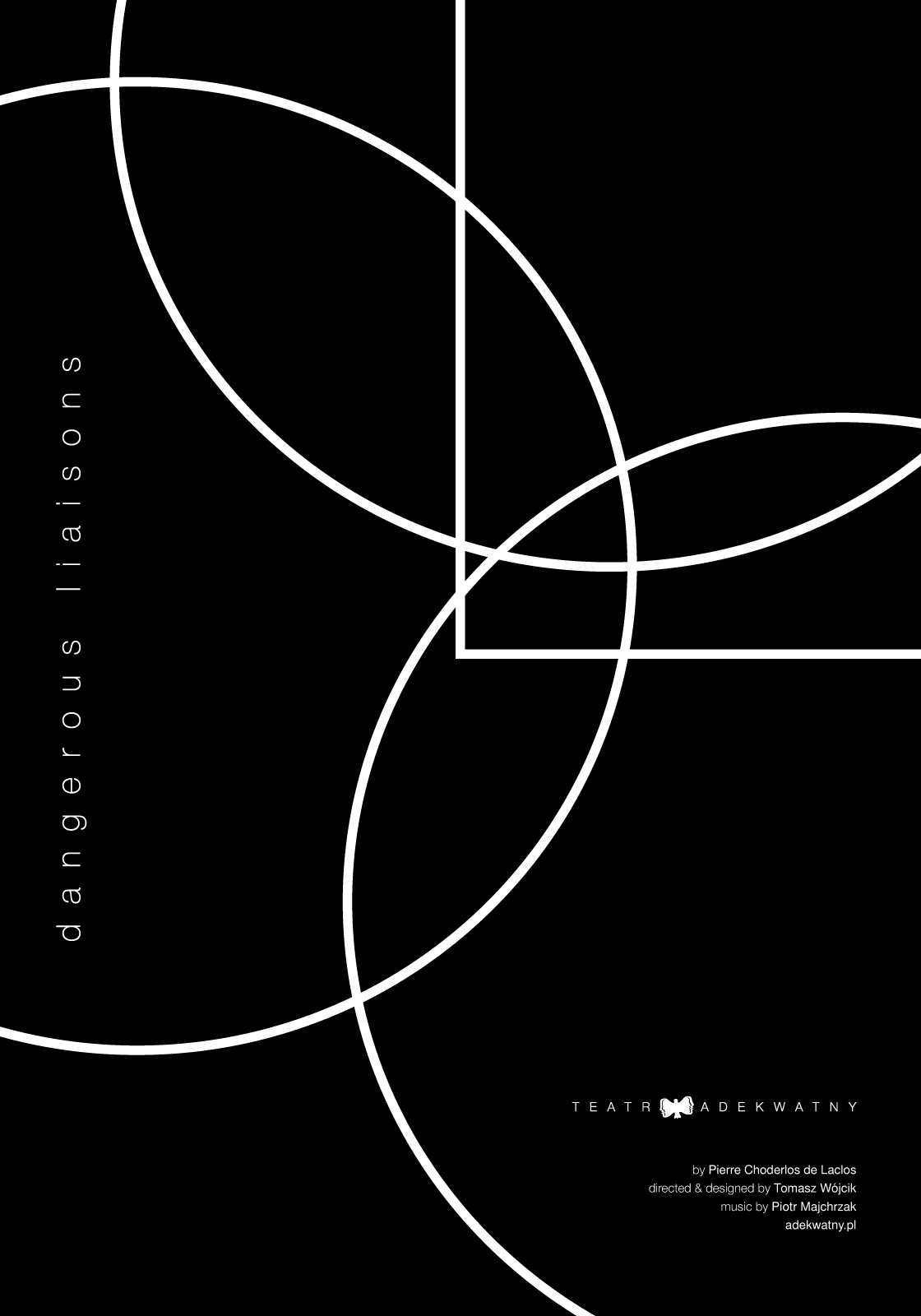
Niebezpieczne związki
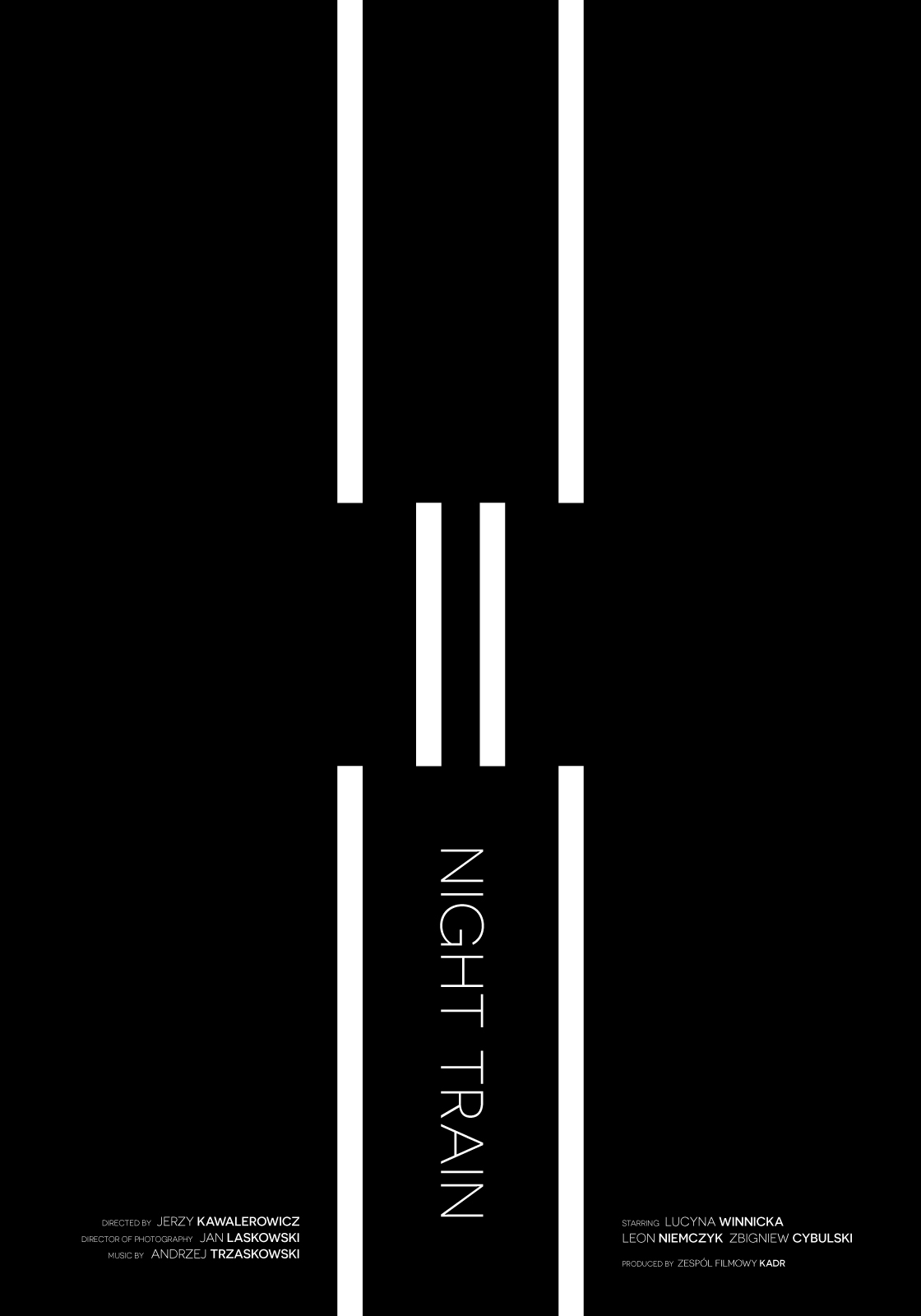
Pociąg
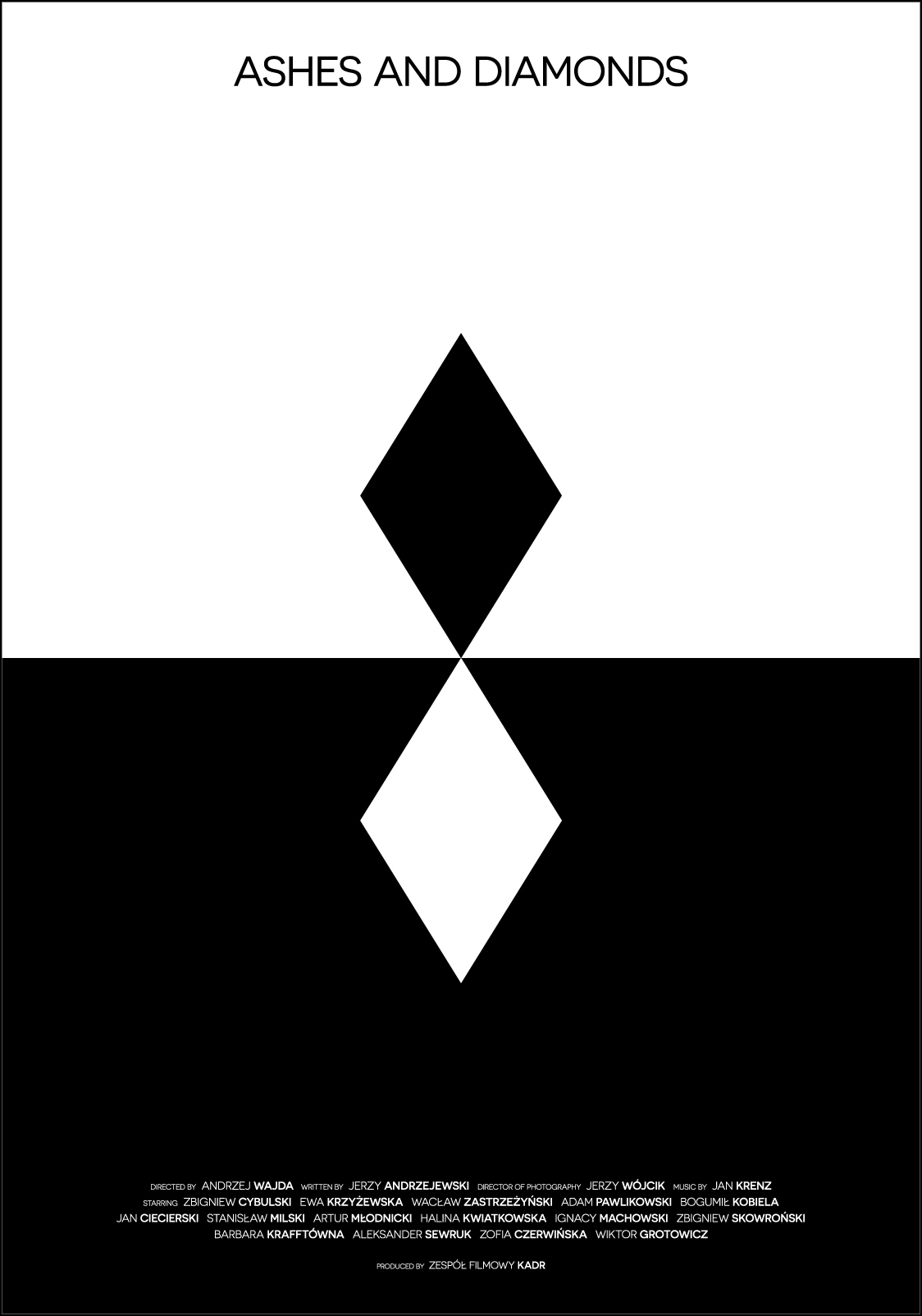
Popiół i diament
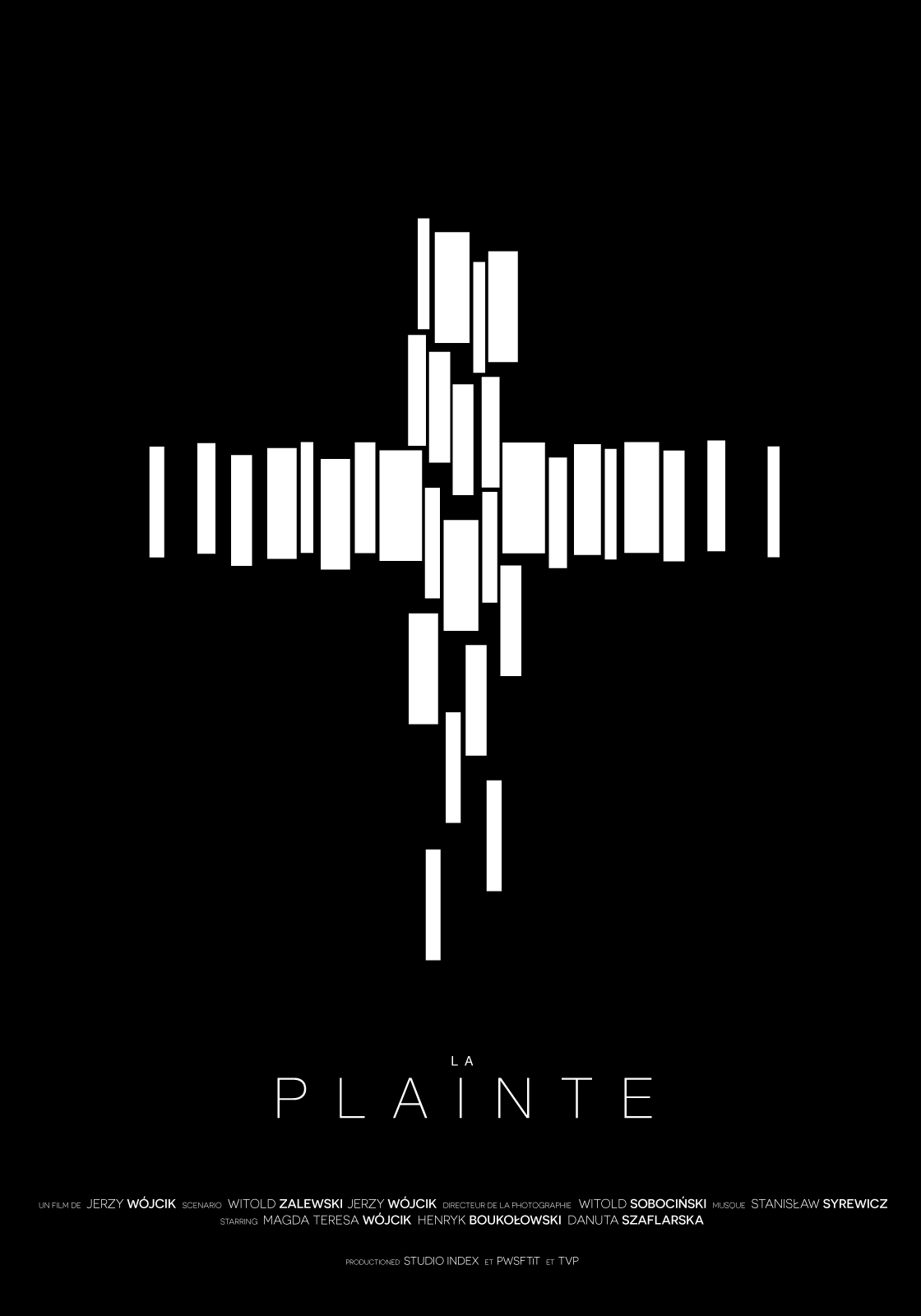
Skarga

## Plakaty różne

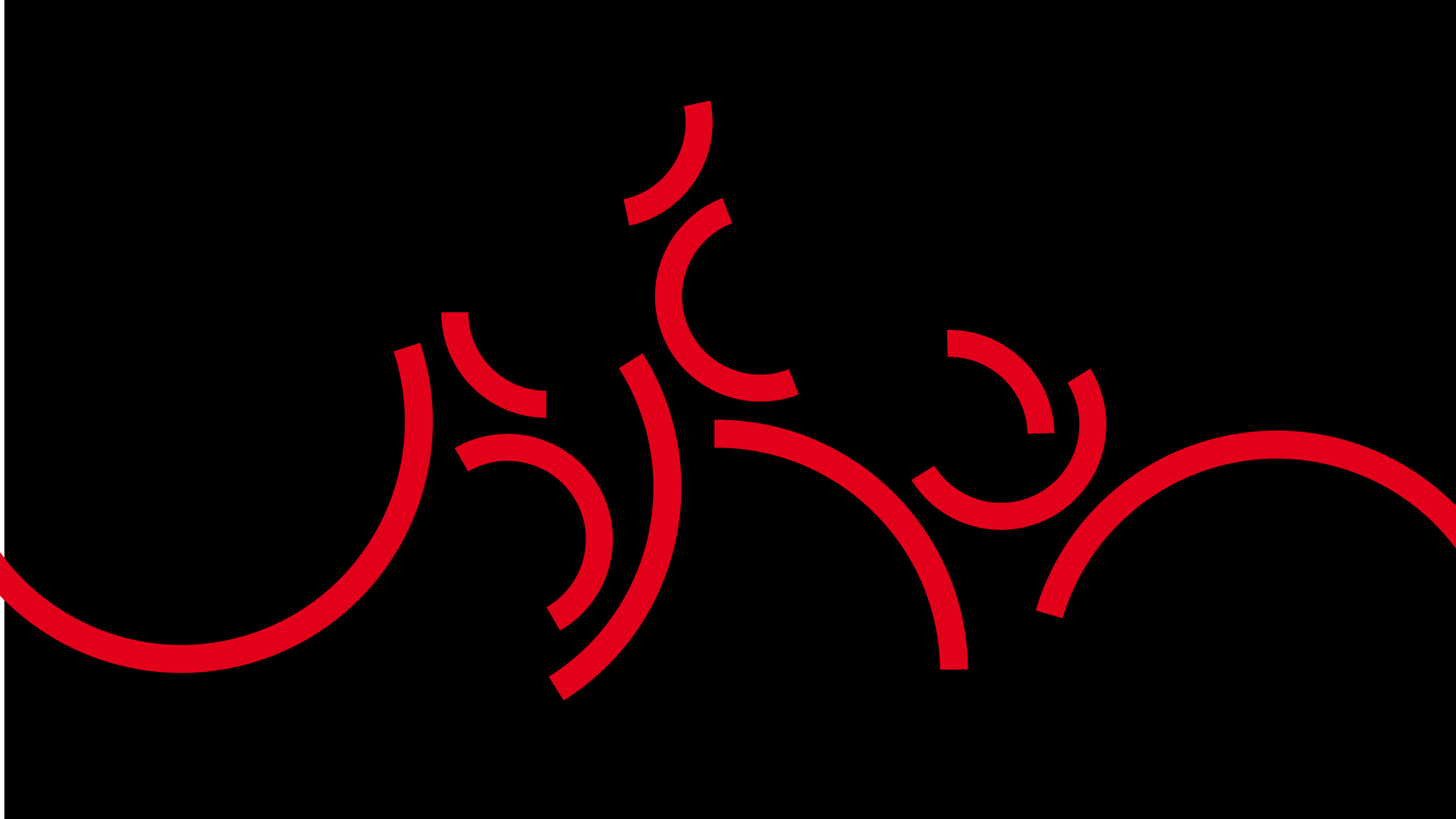
Bolero HD
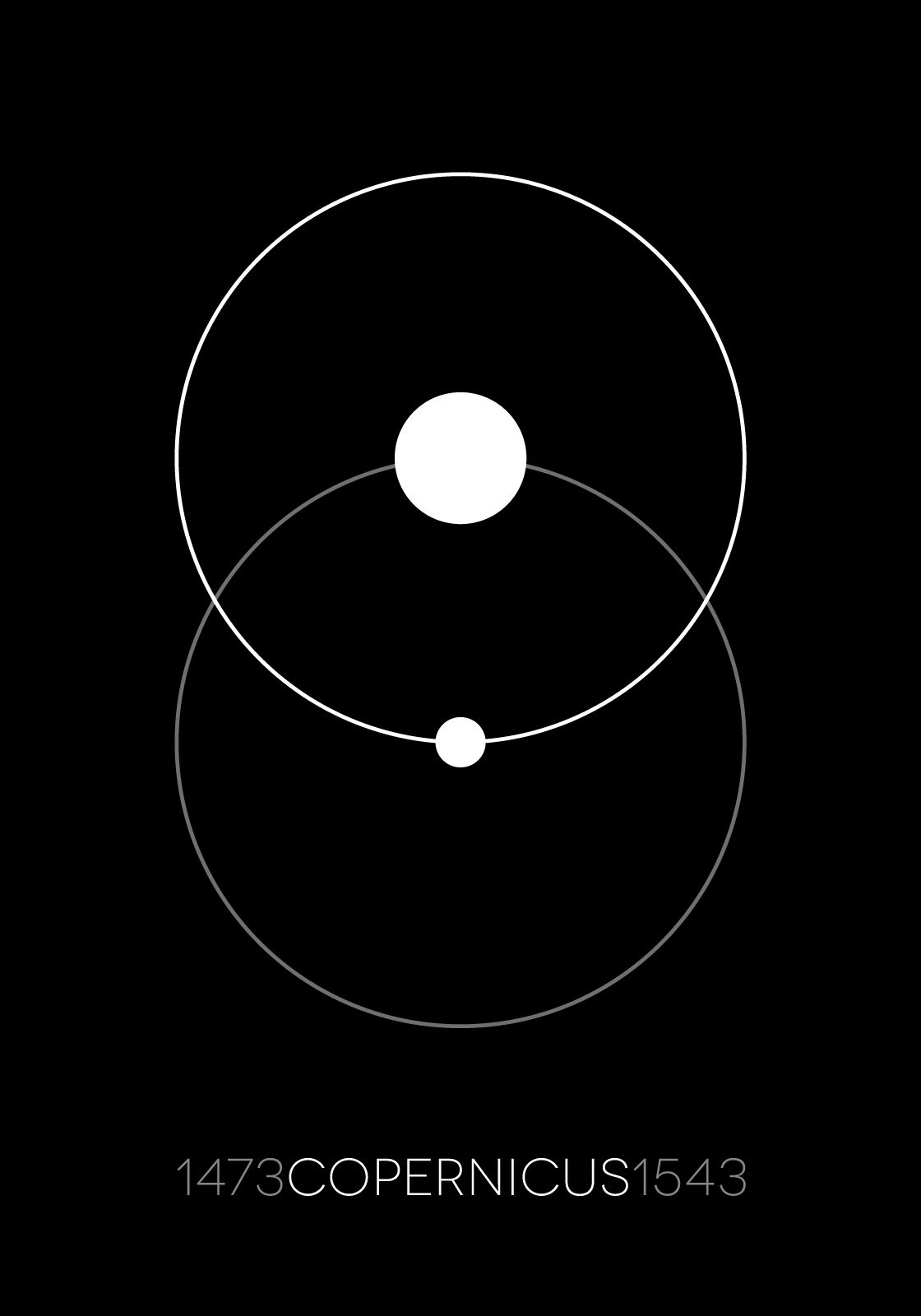
Kopernik
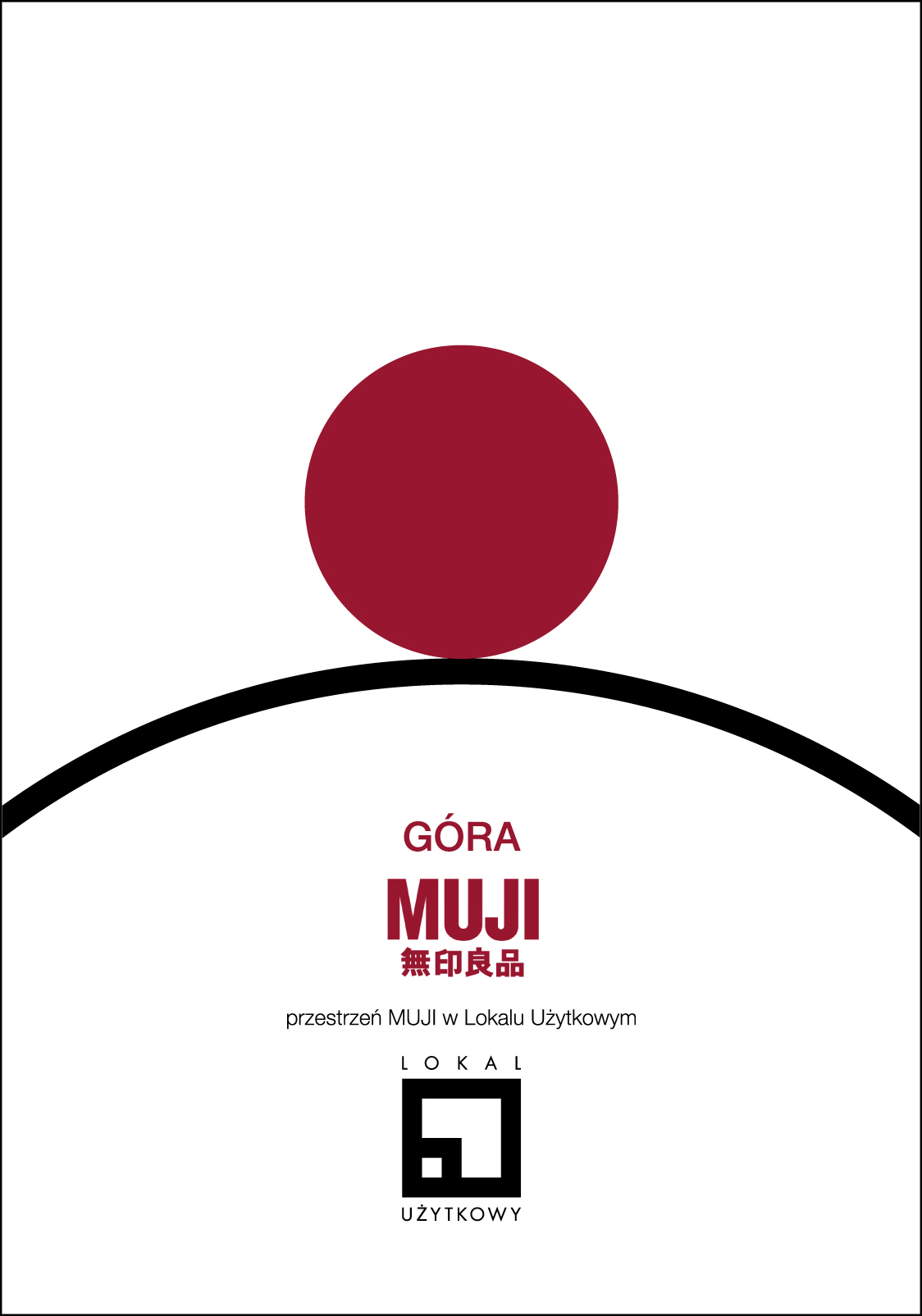
Góra Muji
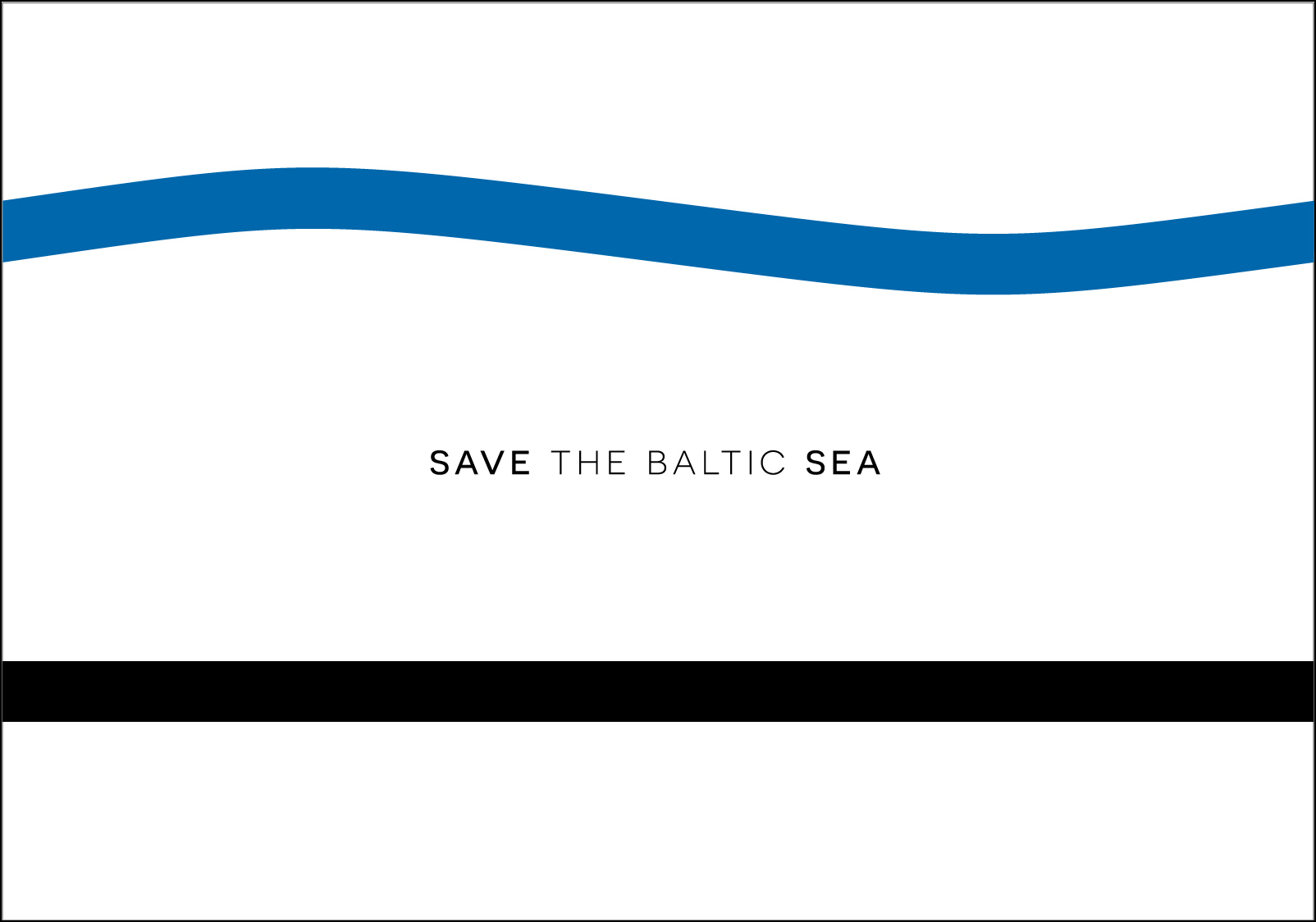
Ratujmy Bałtyk

## Fotografie

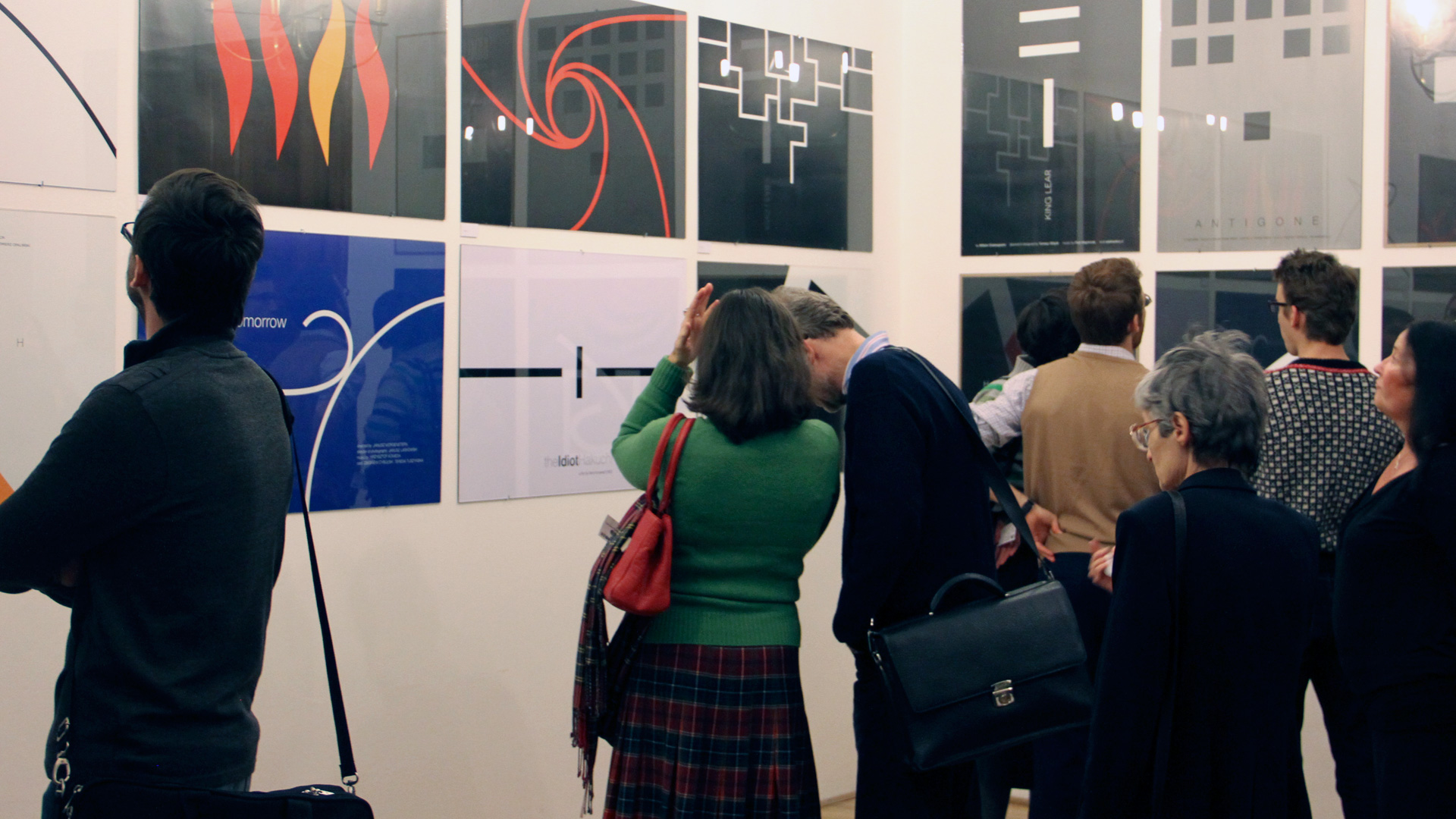
Wystawa w Budapeszcie 2014
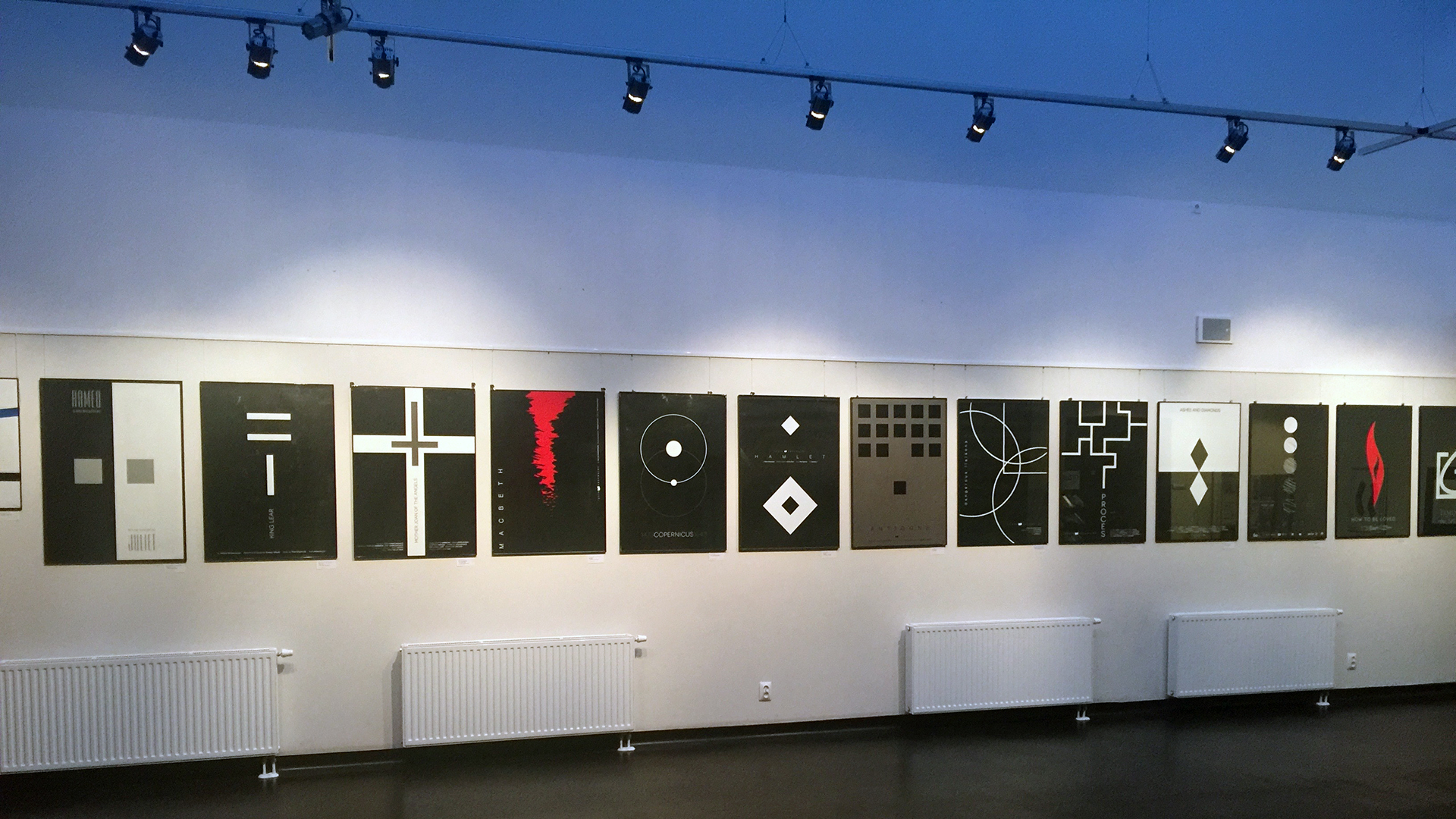
Wystawa w Suwałkach 2016
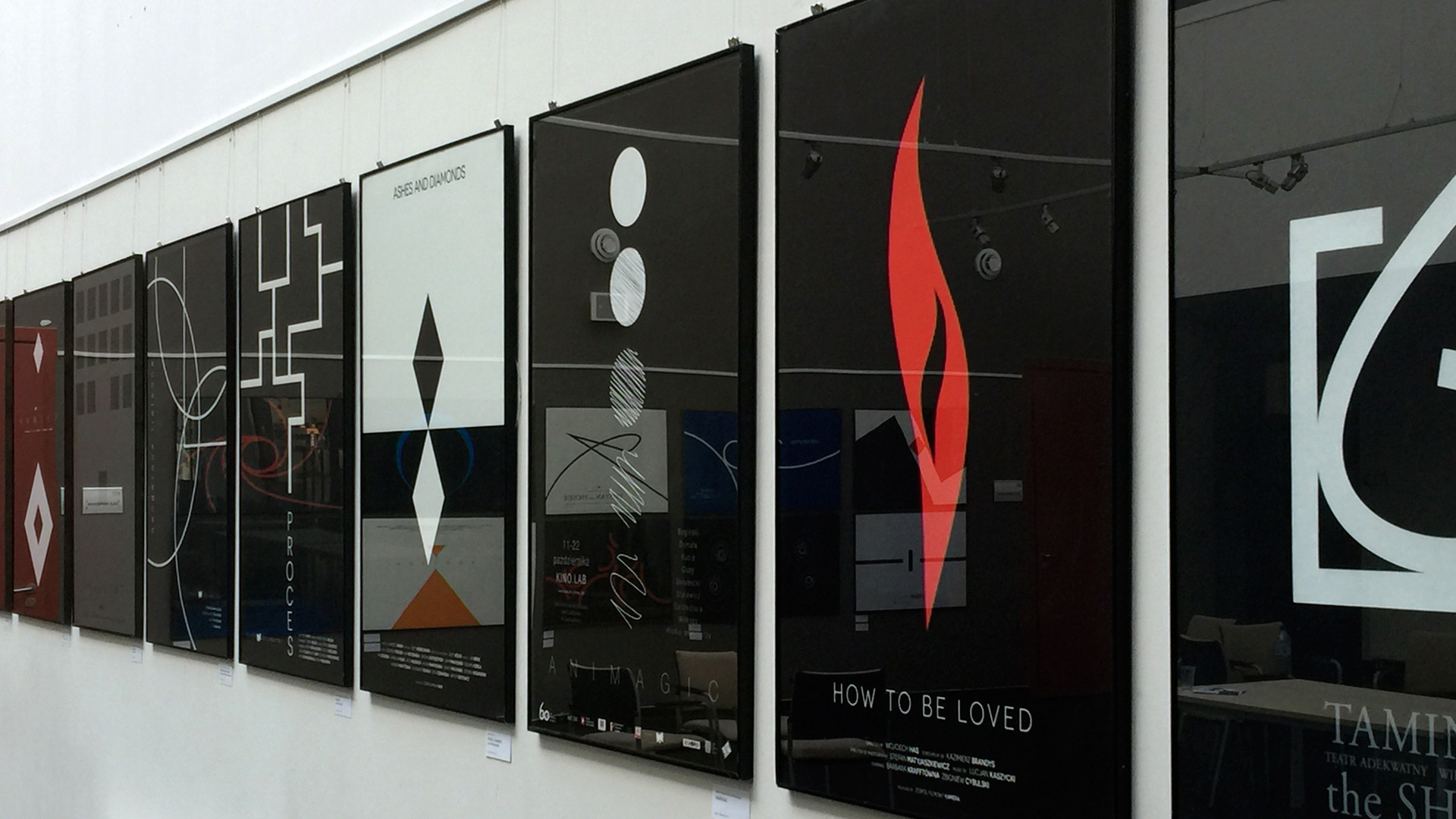
Wystawa w Suwałkach 2016